# 13006 Schwaar
13006 Schwaar este un asteroid din centura principală de asteroizi.

## Descriere
13006 Schwaar este un asteroid din centura principală de asteroizi. A fost descoperit pe 12 ianuarie 1983 la Stația Anderson Mesa de Brian A. Skiff. Asteroidul prezintă o orbită caracterizată de o semiaxă mare de 2,27 ua, o excentricitate de 0,20 și o înclinație de 28,5° în raport cu ecliptica.